# 볼근
볼근(buccinator, /ˈbʌksɪneɪtər/) 또는 협근(頰筋)은 얼굴의 측면에서 위턱뼈와 아래턱뼈 사이의 공간을 차지하고 있는 얇은 사각형의 근육이다. 뺨의 앞쪽 부분과 구강의 가쪽 벽을 이룬다.

## 구조
볼근은 위턱뼈와 아래턱뼈의 이틀돌기 바깥쪽 표면에서 시작된다. 이 부분은 세 쌍의 뒷어금니에 대응한다. 이는곳은 사랑니 뒤쪽에 위치한 볼근능선부터 뒤쪽으로는 볼근을 위인두수축근과 나누는 날개아래턱솔기의 앞쪽 경계까지 이른다.
근섬유는 입꼬리를 향해 가며 합쳐지고 중심의 섬유는 서로 교차한다. 중간 부분의 섬유 중 아래쪽의 것은 입둘레근의 위쪽 부분과 연속되고, 위쪽의 것은 입둘레근 아래쪽 부분과 연속된다. 볼근의 위쪽과 아래쪽 섬유는 교차하지 않고 대응되는 입술 쪽으로 연속된다.
귀밑샘관과 어금니샘, 아래턱신경의 볼가지가 볼근을 관통한다.

### 신경 분포
볼근의 운동신경 분포는 얼굴신경(제7뇌신경)의 볼가지에 의해 이루어진다. 감각신경의 경우삼차신경(제5뇌신경)에서 나온 아래턱신경이 볼가지(근육가지 중 하나)를 내어 분포한다.

## 기능
볼근의 작용은 입꼬리를 뒤로 당기고 뺨을 납작하게 하여 음식을 씹는 동안 뺨이 이빨에 붙어 있도록 만드는 것이다. 따라서 볼근은 음식을 씹는 동안 음식이 계속해서 뒤쪽 이빨의 교합면(맞물림면, occlusal surface) 쪽으로 당겨지도록 만든다. 이런 식으로 볼근은 씹는 동안 음식이 제대로 된 위치에 있게 하여 저작근을 보조한다.
휘파람, 미소 짓기, 신생아의 수유를 돕는 역할도 한다.

## 어원
볼근(buccinator muscle)은 과거에는 'bucinator'라고 쓰이기도 했다. 고대 라틴어에서 'bucinator'는 트럼펫 연주자 또는 더 정확히는 부치나를 연주하는 사람을 의미했다. 'Bucina'라는 이름은 고대 로마에서는 구부러진 호른이나 트럼펫, 양치기의 호른, 전쟁의 트럼펫 등을 뜻했다. 뺨을 의미하는 고대 라틴어 'bucca'가 형태는 비슷하지만 'bucinator', 'bucina', 'bucinere' ('부치나를 불다'라는 뜻) 등의 단어들은 'bucca'와 관련이 없는 것으로 알려져 있다. 따라서 일부에서는 'buccinator'라는 철자에 반대하기도 했다. 결국 'buccinator'라는 이름은 'bucca'에서 유래한 것은 아니지만, 볼근은 라틴어에서도 'musculus buccae', 'musculus buccalis' 등으로 불렸다.
가장 최근의 공식적인 라틴어 해부학 명명법인 Terminologia Anatomica와 그 이전의 판인 Nomina Anatomica에서는 c를 두 번 쓴 'musculus buccinator'라는 철자를 사용했다. 예외는 1935년 쓰인 Jena Nomina Anatomica에서 c를 한 번만 쓴 철자인 'musculus bucinatorius'를 사용한 것이다.

## 추가 이미지

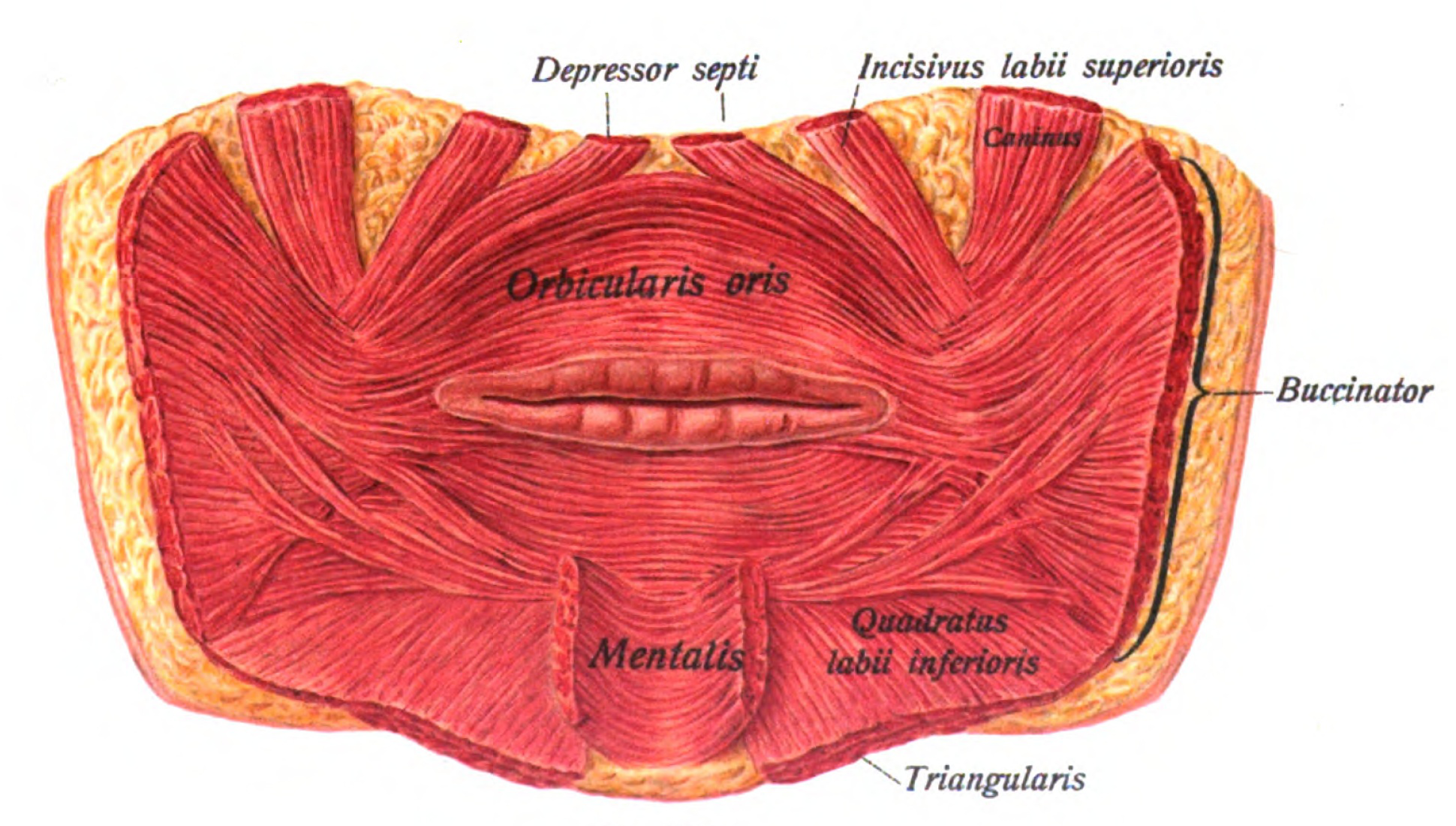
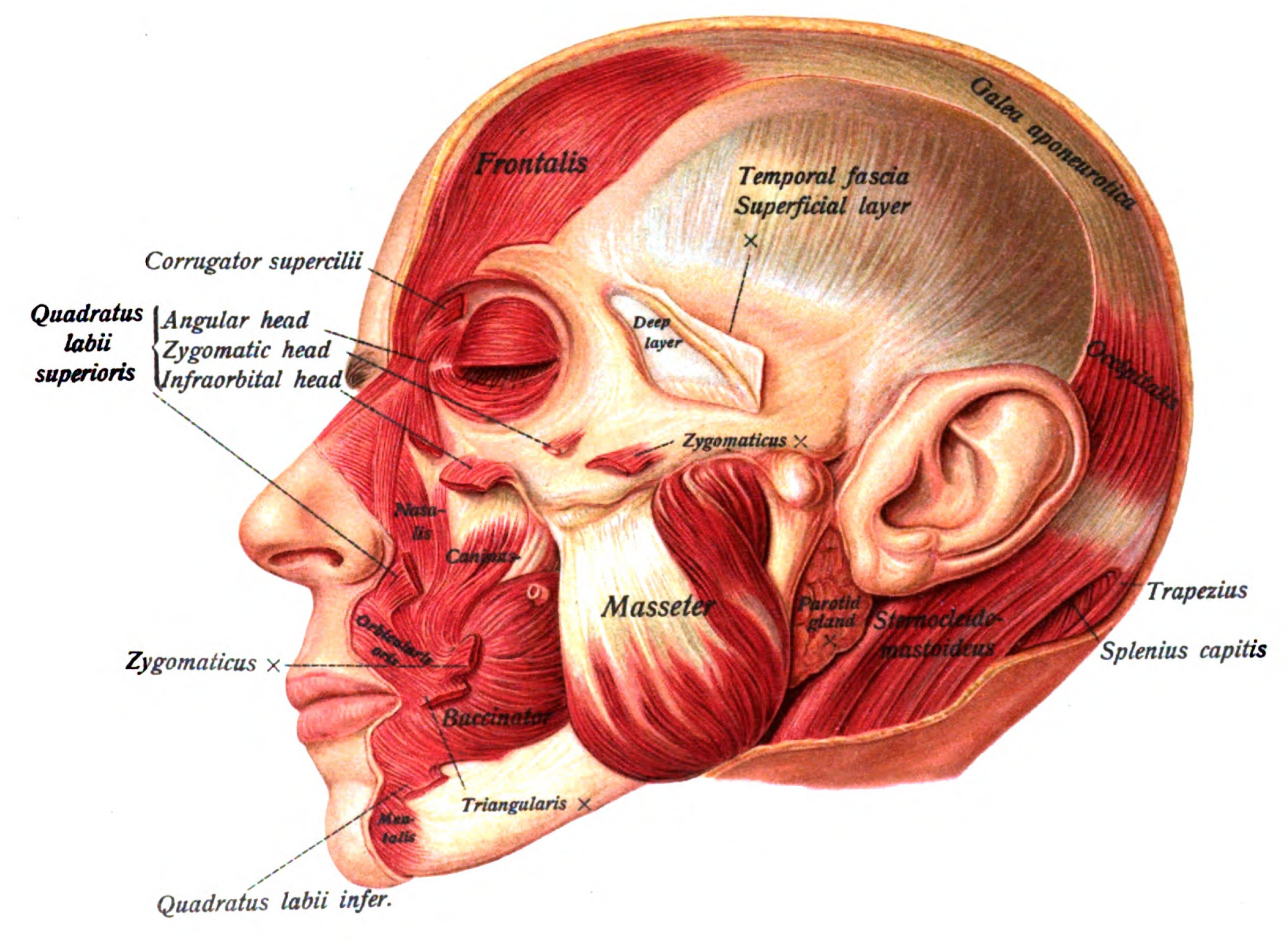
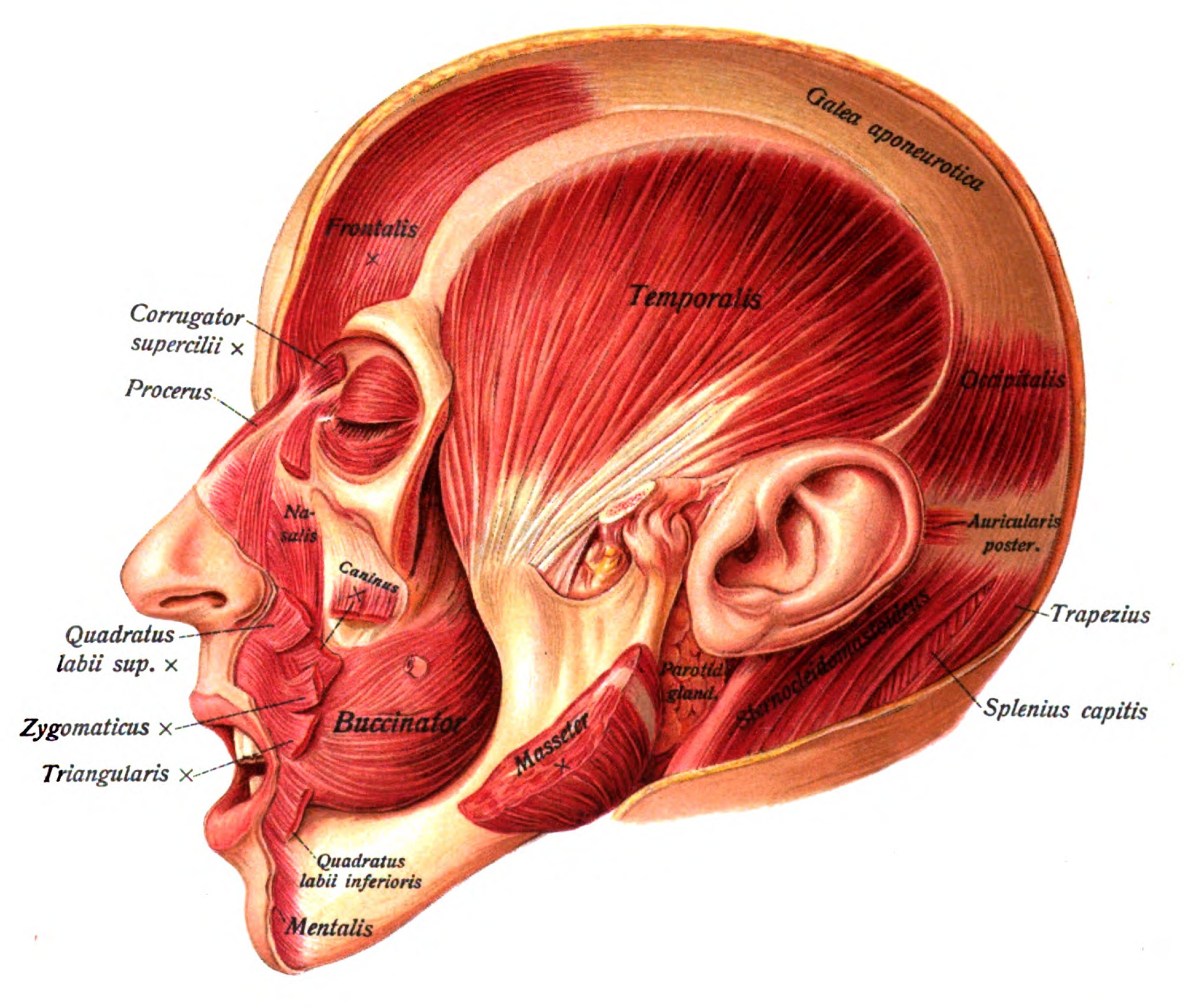
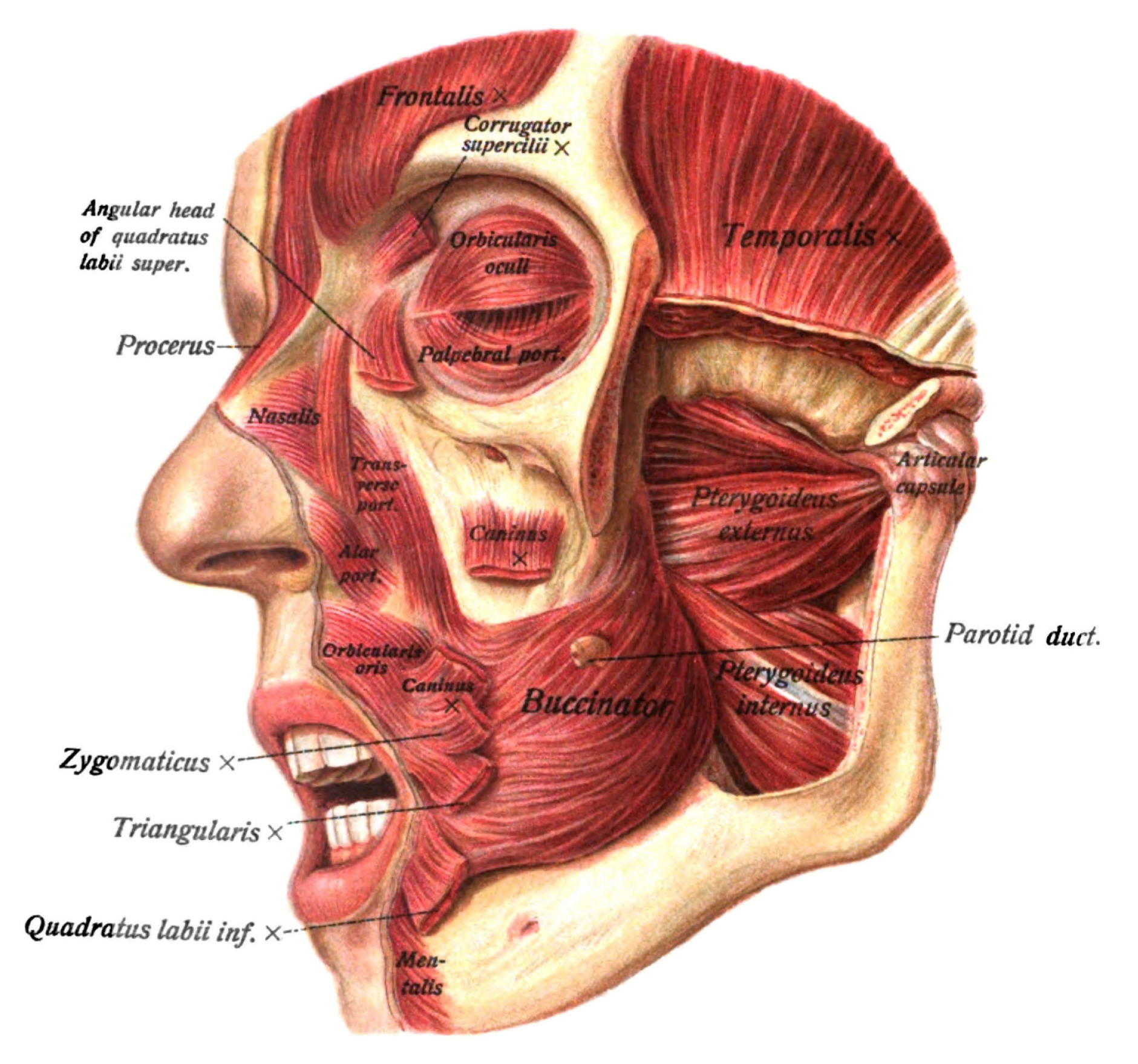
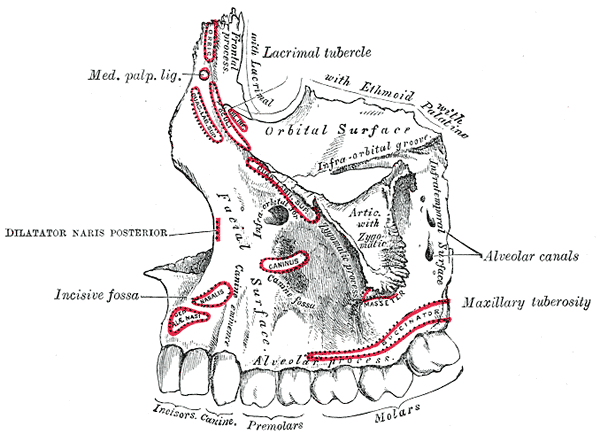
위턱뼈 왼쪽의 바깥쪽 표면
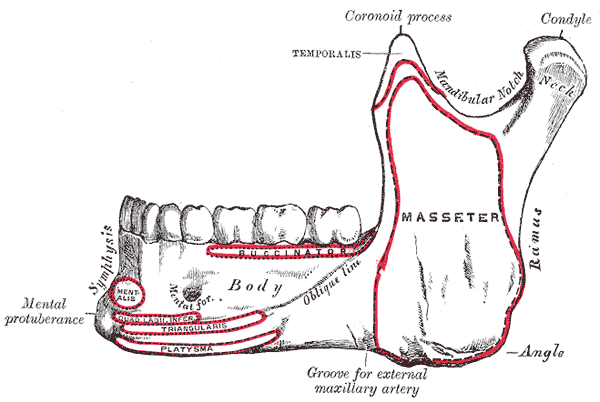
아래턱뼈 바깥쪽 표면
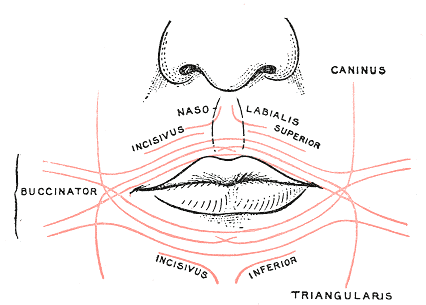
입둘레근의 섬유 배열을 보여주는 그림
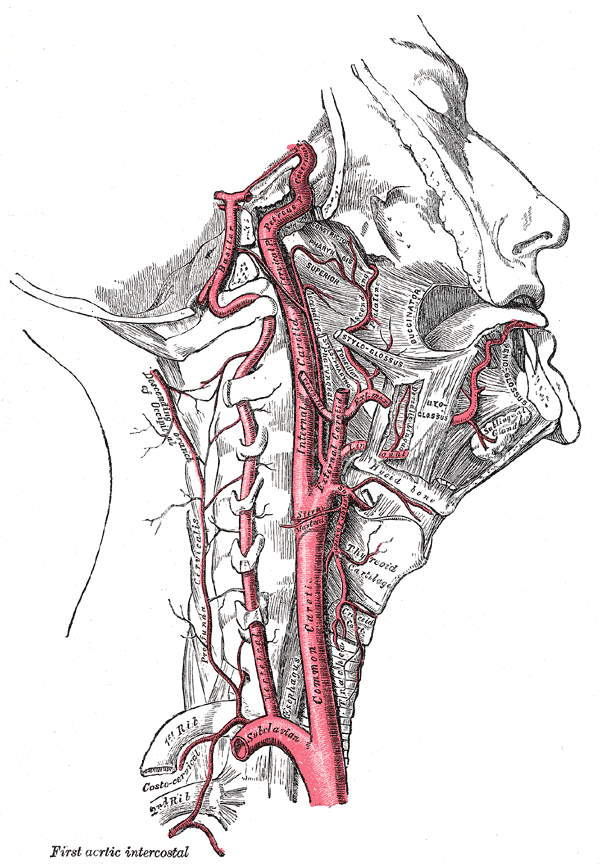
오른쪽 속목동맥과 척추동맥
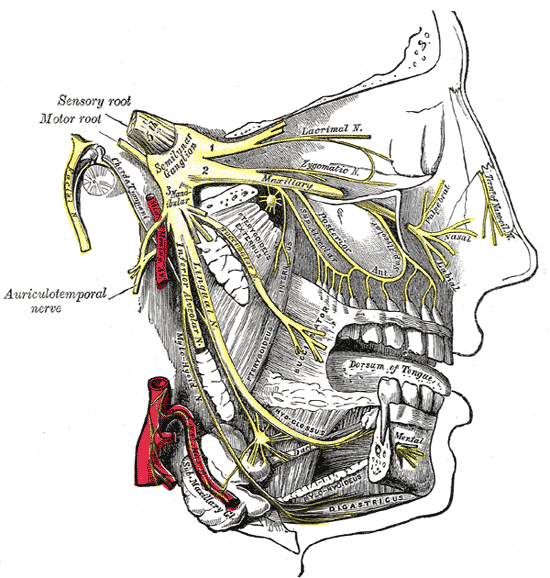
위턱신경, 아래턱신경, 턱밑신경절의 분포
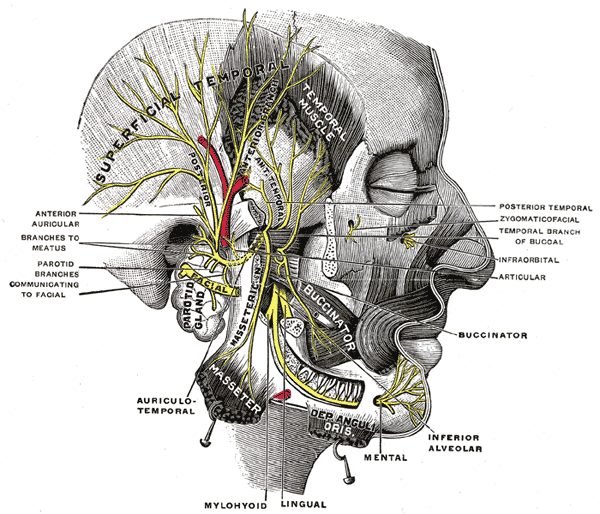
아래턱의 신경 분포
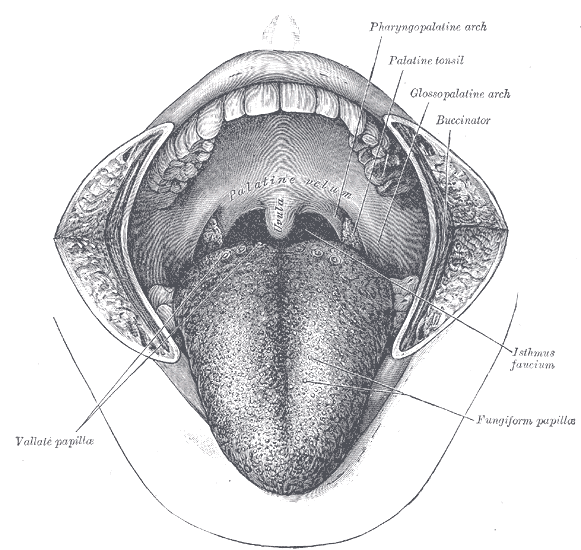
구강의 모습
볼근 (빨간색으로 표시)
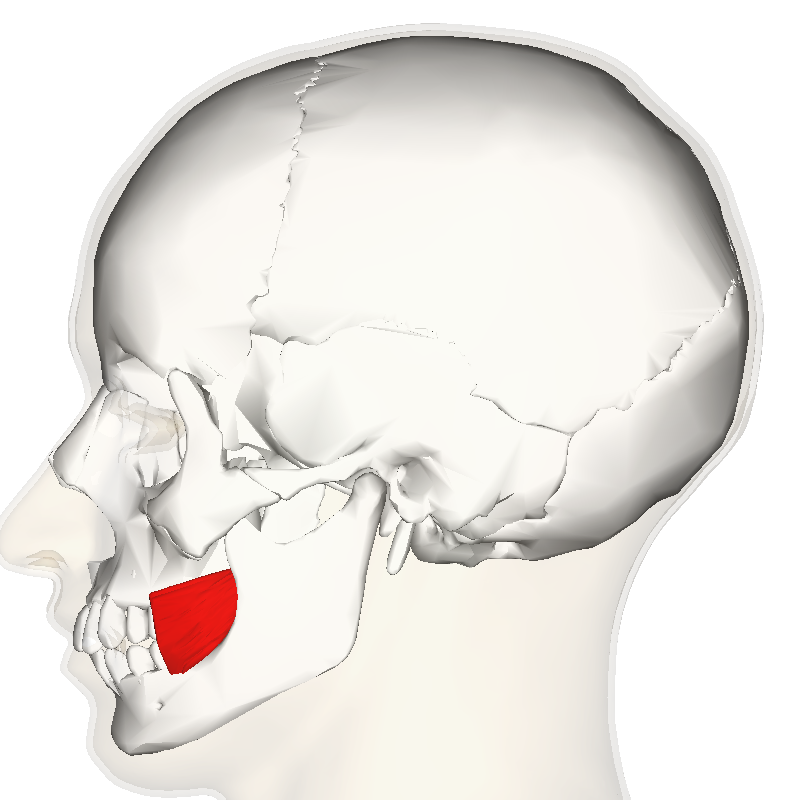
볼근 (빨간색으로 표시)
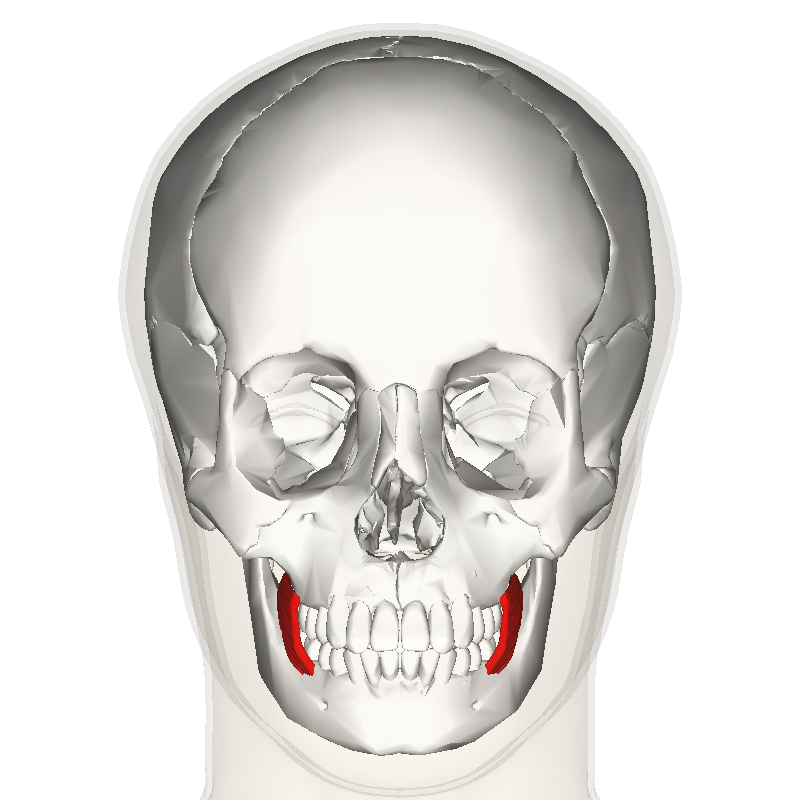
볼근 (빨간색으로 표시)
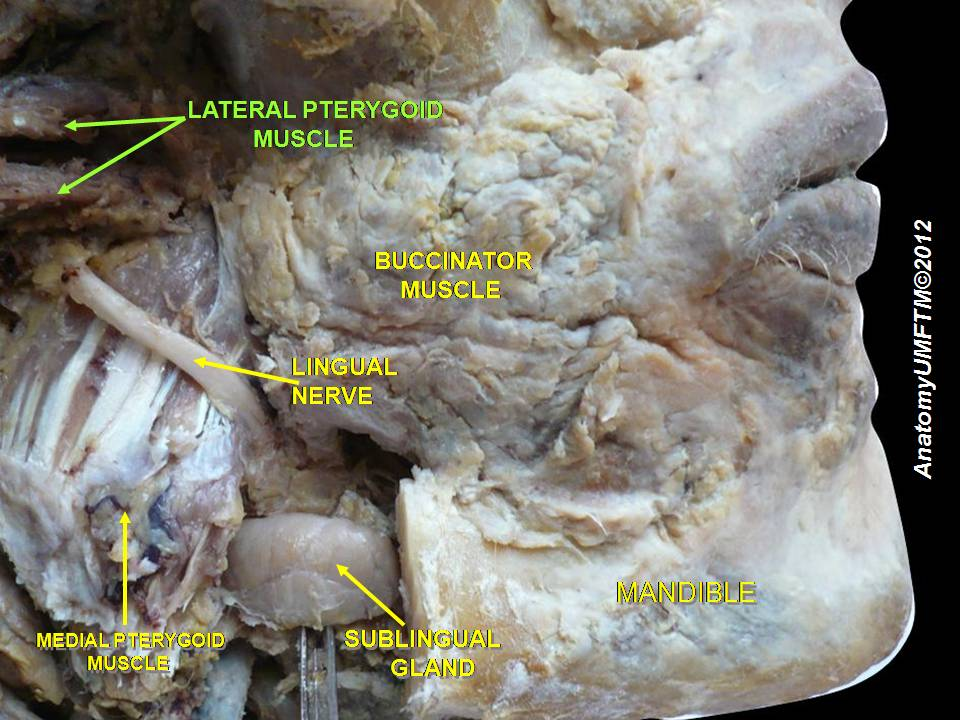
볼근

## 참고 문헌
이 문서는 현재 퍼블릭 도메인에 속하는 그레이 해부학 제20판(1918) page 384의 내용을 기초로 작성된 글이 포함되어 있습니다.
1. ↑  “A04.1.03.036 Entity Page”. 2022년 7월 9일에 확인함.
2. ↑  옥스퍼드 영어 사전(OED) 2nd edition, 1989.
3. ↑  Entry "buccinator" in Merriam-Webster Online Dictionary.
4. 1 2  Illustrated Anatomy of the Head and Neck, Fehrenbach and Herring, Elsevier, 2012, page 91
5. ↑  Google Books Woelfel's Dental Anatomy: Its Relevance to dentistry, Rickne C. Scheid, Julian B. Woelfel.
6. ↑  Grant's Dissector, Fourteenth Edition, page 204
7. 1 2  F.D. Foster (1891–1893). 《An illustrated medical dictionary. Being a dictionary of the technical terms used by writers on medicine and the collateral sciences, in the Latin, English, French, and German languages》. D. Appleton and Company.
8. 1 2 3 4 5 6 7  Lewis, C.T. & Short, C. (1879). A Latin dictionary founded on Andrews' edition of Freund's Latin dictionary. Oxford: Clarendon Press.
9. 1 2 3  Stieve, H. (1949). Nomina Anatomica. Zusammengestellt von der im Jahre 1923 gewählten Nomenklatur-Kommission, unter Berücksichtigung der Vorschläge der Mitglieder der Anatomischen Gesellschaft, der Anatomical Society of Great Britain and Ireland, sowie der American Association of Anatomists, überprüft und durch Beschluß der Anatomischen Gesellschaft auf der Tagung in Jena 1935 endgúltig angenommen. (4th edition). Jena: Verlag Gustav Fischer.
10. ↑  Schreger, C.H.Th.(1805). Synonymia anatomica. Synonymik der anatomischen Nomenclatur. Fürth: im Bureau für Literatur.
11. ↑  Federative Committee on Anatomical Terminology (FCAT) (1998). Terminologia Anatomica. Stuttgart: Thieme
12. ↑  International Anatomical Nomenclature Committee (1966). Nomina Anatomica. Amsterdam: Excerpta Medica Foundation.
13. ↑  International Anatomical Nomenclature Committee (1977). Nomina Anatomica, together with Nomina Histologica and Nomina Embryologica. Amsterdam-Oxford: Excerpta Med
14. ↑  International Anatomical Nomenclature Committee (1983). Nomina Anatomica, together with Nomina Histologica and Nomina Embryologica. Baltimore/London: Williams & Wilkins
15. ↑  International Anatomical Nomenclature Committee (1989). Nomina Anatomica, together with Nomina Histologica and Nomina Embryologica. Edinburgh: Churchill Livingstone.